# Olmeda de las Fuentes
Olmeda de las Fuentes là một đô thị trong Cộng đồng Madrid, Tây Ban Nha. Đô thị này có diện tích 16,73 km², dân số theo điều tra năm 2010 của Viện thống kê quốc gia Tây Ban Nha là 308 người. Đô thị này nằm ở khu vực có độ cao 794 mét trên mực nước biển.